# 趙忻
趙忻（1510年—？），字子樂，號尋斋，陝西西安府盩厔縣人，民籍，明朝政治人物。

## 生平
嘉靖十六年（1537年）丁酉科陝西鄉試第三十二名舉人，嘉靖二十年（1541年）辛丑科進士。嘉靖二十二年（1543年）任長洲縣知縣。為政廉明，升刑部主事，歷官直隸保定府（今河北省保定市）知府、山西副使、右參政。嘉靖三十六年（1557年）三月升都察院右佥都御史、总理粮储巡抚应天，安撫江南，因金山衛等地军士作亂而被弹劾，下法司逮捕问罪，三十七年十一月降二级調外任。后累升湖广参议，四十一年正月考察去職。

## 家族
曾祖趙彬，壽官；祖父趙策，伴讀；父趙應麟，母李氏。慈侍下。